# Johannes Reinhold
Johannes Reinhold (* 15. Juni 1897 in Zoppot bei Danzig; † 22. August 1971 in Kleinmachnow bei Berlin) war ein deutscher Gemüsebauwissenschaftler.

## Leben
Reinhold, Sohn eines Buchdruckers, absolvierte eine gärtnerische Lehre und besuchte von 1919 bis 1922 die Höhere Gärtnerlehranstalt in Berlin-Dahlem. Parallel dazu studierte er von 1921 bis 1924 an der Landwirtschaftlichen Hochschule Berlin. 1925 übernahm er die Leitung der neugeschaffenen Versuchsfelder Großbeeren der Dahlemer Lehr- und Forschungsanstalt für Gartenbau. 1928 promovierte er bei dem Betriebswirtschaftler Emil Lang an der Albertus-Universität Königsberg mit einer Arbeit über die Wertabschätzung der Obstbäume.
1930 erhielt Reinhold einen Lehrauftrag für die Fächer gärtnerische Betriebslehre und Gemüsebau an der Landwirtschaftlichen Hochschule Berlin, an der er sich 1932 mit einer betriebswirtschaftlichen Arbeit habilitierte. Im gleichen Jahr wurde er zum Studienrat an der Lehr- und Forschungsanstalt für Gartenbau (LuFA Berlin) in Berlin-Dahlem ernannt unter Beibehaltung der Leitung der Großbeerener Versuchsfelder. 1937 folgte er einem Ruf als Direktor der Versuchs- und Forschungsanstalt für Gartenbau in Pillnitz bei Dresden. Reinhold beantragte am 13. Dezember 1939 die Aufnahme in die NSDAP und wurde zum 1. Februar 1940 aufgenommen (Mitgliedsnummer 7.477.980). Er arbeitete im Forschungsrat des Reichsnährstandes mit.

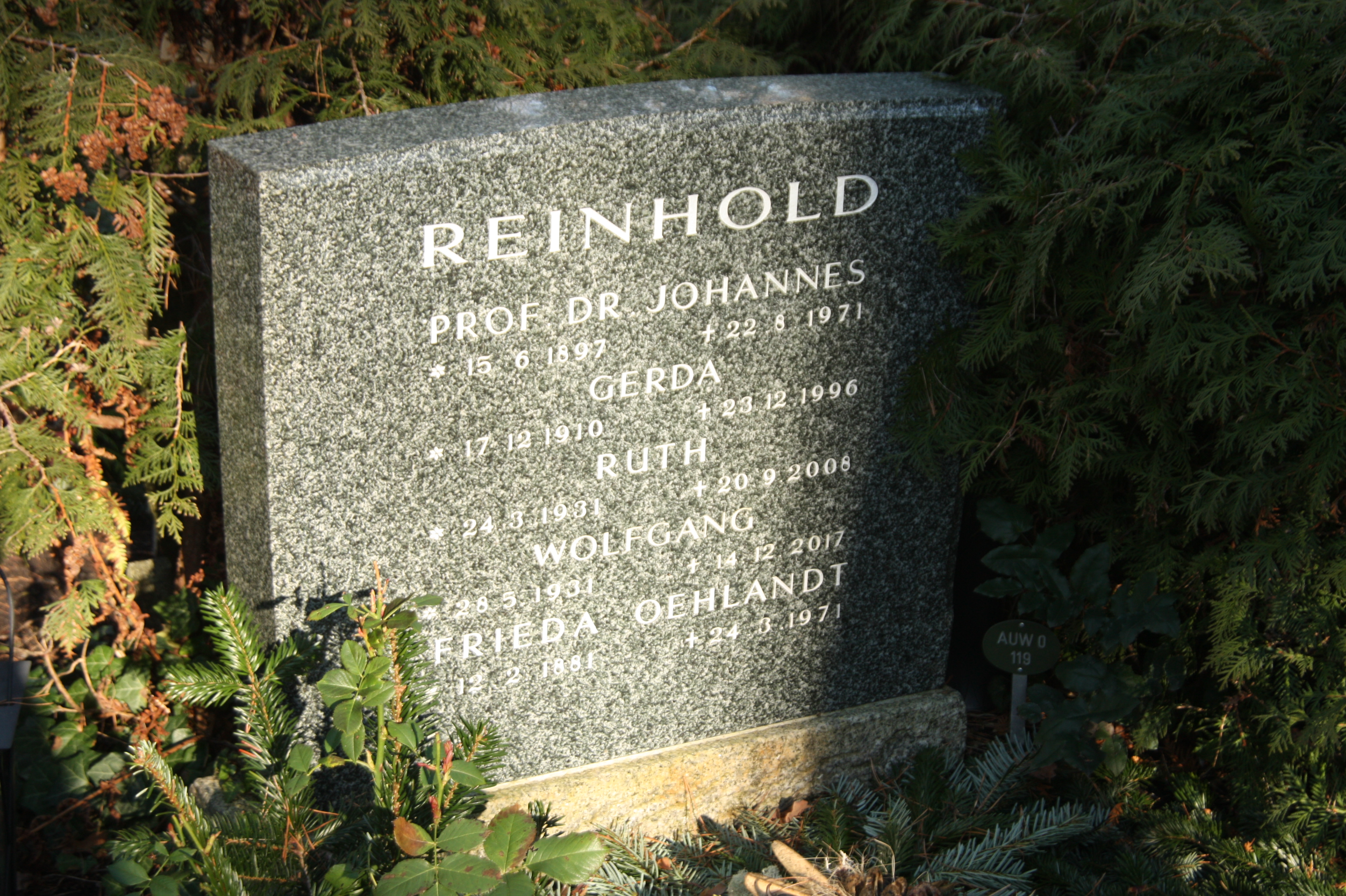
Grab auf dem Waldfriedhof Kleinmachnow

1946 trat Reinhold in die SED ein. Von 1946 bis 1950 war Reinhold wieder an der Forschungsstätte in Pillnitz als Abteilungsleiter für Gemüsebau tätig. 1950 wurde er als Professor für Gemüsebau an die Humboldt-Universität zu Berlin berufen. Von 1950 bis 1964 war er Direktor des Instituts für Gemüsebau in Großbeeren. In Personalunion übernahm er gleichzeitig die Leitung des Instituts für Gartenbau in Großbeeren der Deutschen Akademie der Landwirtschaftswissenschaften zu Berlin (DAL), deren Mitglied er seit 1952 war, später umbenannt in Akademie der Landwirtschaftswissenschaften der DDR (AdL). Unter seiner Ägide entwickelte sich die Großbeerener Forschungsstätte zu einem international bedeutenden Zentrum für Gemüsebauwissenschaft. Reinhold arbeitete im Forschungsrat der DDR und in der Agrarkommission des Politbüros der SED.
Sein Grab befindet sich auf dem Waldfriedhof Kleinmachnow.

## Lehre und Forschung
In den ersten Jahren seiner wissenschaftlichen Tätigkeit beschäftigte sich Reinhold vorwiegend mit betriebswirtschaftlichen Fragen, wie die Themen seiner Dissertation und seiner Habilitationsschrift beweisen. Einen Namen als Gartenbauökonom machte er sich vor allem mit seinem 1933 veröffentlichten Lehrbuch Einführung in die gärtnerische Betriebslehre. Nach 1933 wurde jedoch der Gemüsebau sein zentrales Forschungsgebiet. Er arbeitete u. a. über Fragen der Versuchsmethodik, der Pflanzenernährung und Düngung, der Kompostanwendung im Gemüsebau, über die Anbaumethoden einzelner Gemüsearten im Freiland und unter Glas, über die Lagerung, Verarbeitung und Qualität von Gemüse sowie über den Einsatz moderner Technik im Gemüsebau.
Die Bibliographie der Veröffentlichungen Reinholds umfasst über 500 Titel, darunter zahlreiche Bücher und Schriften. Mehrere Bücher hat er gemeinsam mit anderen Autoren herausgegeben. In vielen Publikationen beschreibt er sehr ausführlich Fragen der Versuchsmethodik. Zu seinen bedeutendsten wissenschaftlichen Abhandlungen gehört der 1956 im Albrecht Thaer-Archiv publizierte Beitrag Die Entwicklung der Geschmacksprüfung zu einer quantitativen organoleptischen Methode dargestellt am Beispiel des Gemüses – eine wegweisende Arbeit über die Qualitätsprüfung von Gemüse.
Reinhold gehört zu den Initiatoren des gärtnerischen Hochschulstudiums in Deutschland. Bereits als Doktorand hat er sich für Fragen der akademischen Ausbildung der Gärtner interessiert und 1928, noch vor Abschluss seiner Promotion, eine Schrift verfasst über Das gärtnerische Ausbildungswesen in Preußen. Auch in späteren Jahren hat er viel dafür getan, den Gartenbauwissenschaften einen angemessenen Platz im Fächerkanon der Hochschulen zu sichern.
1953 war Reinhold Mitbegründer und bis 1965 Chefredakteur der führenden gartenbauwissenschaftlichen Fachzeitschrift in der DDR, dem Archiv für Gartenbau.

## Ehrungen
- Ehrendoktorwürde der (Ost-Berliner) Humboldt-Universität
- Vaterländischer Verdienstorden in Silber (1959)
- Nationalpreis für Wissenschaft und Technik (1961)

## Publikationen (Auswahl)
- Die Wertabschätzung der Obstbäume. Diss. phil. Königsberg 1928. Zugl. in: Die Gartenbauwissenschaft Bd. 1, 1928, S. 177–278.
- Das gärtnerische Ausbildungswesen in Preußen. Verlagsbuchhandlung von Paul Parey Berlin 1928.
- Die gärtnerische Siedlung in Deutschland unter besonderer Berücksichtigung des Gemüse- und Obstbaues. Habil. Schr. Landw. Hochschule Berlin 1932. Zugl. in: Berichte über Landwirtschaft N. F. Sonderheft 72.
- Einführung in die gärtnerische Betriebslehre. Verlagsbuchhandlung von Paul Parey Berlin 1933.
- Die Gurkentreiberei in Gewächshäusern. Verlag Eugen Ulmer Stuttgart 1935 = Grundlagen und Fortschritte im Garten- und Weinbau H. 12.
- Die Tomatentreiberei. Verlag Eugen Ulmer Stuttgart 1938 = Grundlagen und Fortschritte im Garten- und Weinbau H. 47/48.
- Der Gemüsebau in der Zierpflanzengärtnerei. Dresdener Verlags-Gesellschaft Dresden 1950 = Fortschrittlicher Gartenbau Bd. 2.
- Der Gemüsebau als Zwischenfruchtbau in der Bauernwirtschaft. Dresdener Verlags-Gesellschaft Dresden 1950 = Fortschrittlicher Gartenbau Bd. 3.
- Der Garten, wie er sein soll. Handbuch des Kleingartenbaues. Deutscher Bauernverlag (Deutscher Landwirtschaftsverlag) Berlin 1950; 2. Aufl. 1952; 3. Aufl. 1954; 4. Aufl. 1955; 5. Aufl. 1956; 6. Aufl. 1957; 7. Aufl. 1958.
- Die Entwicklung der Geschmacksprüfung zu einer quantitativen organoleptischen Methode dargestellt am Beispiel des Gemüses. In: Albrecht-Thaer-Archiv Bd. 1, 1956, S. 112–167.